# Viviana Bottaro
Viviana Bottaro (Genova, 2 settembre 1987) è una karateka italiana, bronzo olimpico a Tokyo 2020, vicecampionessa mondiale a squadre nella specialità del kata nel 2012 e campionessa europea individuale nel 2014, oltre ad avere vinto altri due titoli europei con la squadra (2013, 2017).

## Biografia
Viviana Bottaro, insieme a Sara Battaglia e Michela Pezzetti, ha ottenuto il secondo posto a squadre ai Mondiali di Parigi 2012 dietro il Giappone. Insieme alle stesse compagne si è poi laureata per la prima volta campionessa europea ai campionati di Budapest 2013, oltre a vincere la medaglia d'argento da individualista. Il suo primo titolo continentale individuale arriva comunque durante la successiva edizione degli Europei di Tampere 2014, prendendosi la rivincita sulla spagnola Yaiza Martín Abello campionessa uscente.

## Palmarès

### Giochi olimpici
- Tokyo 2020: bronzo individuale.

### Mondiali
- Tokyo 2008: bronzo a squadre.
- Belgrado 2010: bronzo a squadre.
- Parigi 2012: argento a squadre.
- Brema 2014: bronzo a squadre.
- Linz 2016: bronzo individuale e a squadre.
- Madrid 2018: bronzo individuale.

### Europei
- Tenerife 2005: argento a squadre.
- Stavanger 2006: argento a squadre.
- Bratislava 2007: argento a squadre.
- Zagabria 2009: bronzo a squadre.
- Atene 2010: argento a squadre.
- Zurigo 2011: argento a squadre.
- Tenerife 2012: bronzo a squadre.
- Budapest 2013: oro a squadre, argento individuale.
- Tampere 2014: oro individuale, argento a squadre.
- Istanbul 2015: bronzo a squadre.
- Montpellier 2016: bronzo individuale e a squadre.
- Kocaeli 2017: oro a squadre, argento individuale.
- Novi Sad 2018: argento individuale.
- Guadalajara 2019: argento individuale.
- Parenzo 2021: bronzo individuale.